# Бьянколини Родригес, Мариетта
Мариетта Бьянколини Родригес (итал. Marietta Biancolini Rodriguez; 20 сентября 1846, Асколи-Пичено — 31 мая 1905, Флоренция) — итальянская оперная певица (меццо-сопрано).
Дебютировала в 1864 году в Новаре в партии Ромео («Капулети и Монтекки» Виченцо Беллини), затем пела во Флоренции, Генуе, Неаполе, а также Лиссабоне и Буэнос-Айресе. Особенно примечательны её появления на сцене миланского театра Ла Скала, где она стала первой исполнительницей партии Лауры в «Джоконде» Амилькаре Понкьелли (1876) и исполнила партию Фидес в «Пророке» Мейербера (1885). Наибольшим успехом Бьянколини пользовалась в операх Джоакино Россини, в том числе в партии Розины в «Севильском цирюльнике», которую ей позволял петь широкий певческий диапазон.